# 扁盤樸麗魚
扁盤樸麗魚，為輻鰭魚綱鱸形目隆頭魚亞目慈鯛科的其中一種，分布於非洲Molindi河流域，體長可達12.8公分，棲息在中底質水域，生活習性不明。

## 擴展閱讀
維基物種上的相關：扁盤樸麗魚